# جی. آر. مکنیل
جان رابرت مک نیل (متولد ۱۹۵۴) مورخ محیط زیست، نویسنده و استاد دانشگاه جورج تاون آمریکایی است. شهرت عمده وی به خاطر «پیشگامی در مطالعه تاریخ محیط زیست» است. او در سال ۲۰۰۰ کتاب چیزی جدید زیر آفتاب: تاریخ زیست‌محیطی جهان قرن بیستم را منتشر کرد که استدلال می‌کند که فعالیت‌های انسانی در طول قرن بیستم منجر به تغییرات زیست‌محیطی در مقیاس بی‌سابقه ای شد که در درجه اول به دلیل سیستم انرژی ساخته شده بر محور سوخت‌های فسیلی بود.

## زندگی و حرفه
مک نیل در ۶ اکتبر ۱۹۵۴ در شیکاگو، ایلینویز به دنیا آمد. پدر او مورخ مشهور دانشگاه شیکاگو ویلیام اچ. مک نیل بود که با او کتابی به نام وب انسانی: نگاه پرنده ای از تاریخ جهان را در سال ۲۰۰۳ منتشر کرد. او در دانشکده‌های آزمایشگاهی دانشگاه شیکاگو تحصیل کرد.
مک نیل مدرک کارشناسی خود را از کالج سوارثمور در سال ۱۹۷۵ دریافت کرد، سپس به دانشگاه دوک رفت و در آنجا کارشناسی ارشد خود را در سال ۱۹۷۷ و دکترای خود را در سال ۱۹۸۱ به پایان رساند.
در سال ۱۹۸۵ او به عضویت هیئت علمی دانشگاه جورج تاون درآمد، جایی که هم در بخش تاریخ و هم در دانشکده خدمات خارجی والش خدمت می‌کند. او از سال ۲۰۰۳ کرسی سینکو هرمانوس را در تاریخ محیط زیست و امور بین‌الملل داشت تا اینکه در سال ۲۰۰۶ به عنوان استاد دانشگاه منصوب شد. او ۷ کتاب نوشته و ۱۷ کتاب را به تنهایی به اشتراک ویراستار کرده‌است. او دو جایزه فولبرایت، یک بورسیه گوگنهایم، یک جایزه مک آرتور گرانت و یک بورسیه در مرکز وودرو ویلسون دریافت کرده‌است. او رئیس انجمن تاریخ محیط زیست آمریکا (۱۳–۲۰۱۱) بود و ریاست بخش تحقیقات انجمن تاریخی آمریکا را به عنوان یکی از سه معاون آن (۱۵–۲۰۱۲) بر عهده داشت.
او در سال ۲۰۱۷ به عضویت آکادمی هنر و علوم آمریکا انتخاب شد، در سال ۲۰۱۸ جایزه هاینکن را در تاریخ دریافت کرد و در سال ۲۰۱۹ به عنوان رئیس انجمن تاریخی آمریکا خدمت کرد.

## پژوهش
مک نیل بر تاریخ محیط زیست تمرکز می‌کند، زمینه ای که در آن به عنوان یک پیشگام شناخته شده‌است. در سال ۲۰۰۰، او مشهورترین کتاب خود را با عنوان چیزی جدید زیر آفتاب: تاریخ زیست‌محیطی جهان قرن بیستم منتشر کرد، که استدلال می‌کند که فعالیت‌های انسانی در طول قرن بیستم منجر به تغییرات محیطی در مقیاس بی‌سابقه ای شد. او اشاره می‌کند که قبل از سال ۱۹۰۰، فعالیت‌های انسانی محیط را تغییر می‌داد، اما نه در مقیاس قرن بیستم. طبق تجزیه و تحلیل او، سوخت‌های فسیلی، رشد جمعیت، تغییرات تکنولوژیکی و اثرات سیاست بین‌المللی جزو دلایل اصلی تغییرات محیطی مدرن هستند. لحن او به دلیل بی‌طرف بودن و نداشتن خشم اخلاقی که اغلب با کتاب‌های مربوط به محیط‌زیست همراه است، تحسین شده‌است.
در سال ۲۰۱۰، او امپراتوری پشه‌ها: بوم‌شناسی و جنگ در کارائیب بزرگ، ۱۶۲۰–۱۹۱۴ را منتشر کرد، که در آن او استدلال می‌کند که تغییرات زیست‌محیطی ناشی از گذار به اقتصاد کشت و زرع قند، دامنه بیماری‌های منتقله از پشه مانند تب زرد و مالاریا را افزایش داده‌است. همچنین، او در این کتاب توضیح می‌دهد که چگونه مفهومی به نام «مقاومت متفاوت» بین بومیان و اروپایی نقطه اوج تاریخ کارائیب را شکل داد. به‌طور خاص، او می‌گوید که این کمک می‌کند توضیح دهد که چگونه اسپانیا توانست برای مدت طولانی از مستعمرات کارائیب خود در برابر رقبای اروپایی خود محافظت کند و همچنین چرا اسپانیا، فرانسه و بریتانیا امپراتوری‌های امپراتوری خود را در نهایت در جنگ‌های انقلابی در قاره آمریکا در اواخر قرن ۱۸ و اوایل قرن ۱۹ از دست دادند. این کتاب برنده جایزه Beveridge از انجمن تاریخی آمریکا، جایزه PROSE از انجمن ناشران آمریکایی شد و توسط وال استریت ژورنال در فهرست بهترین کتاب‌های تاریخ اولیه آمریکا قرار گرفت.
در سال ۲۰۱۶ مک نیل و پیتر انگلک کتاب شتاب بزرگ: تاریخ محیطی آنتروپوسن از سال ۱۹۴۵ را منتشر کردند. عبارت «شتاب بزرگ» در عنوان کتاب به دهه‌های اولیه آنتروپوسن اشاره دارد که دوره مداخله بیشتر انسان در اکولوژی زمین است. مک نیل همچنین یک کتاب درسی تاریخ جهان به نام The Webs of Humankind (2020) نوشته‌است. علاوه بر این، او بر روی تاریخ زیست‌محیطی انقلاب صنعتی کار می‌کند.

## جوایز
- ۲۰۰۱: جایزه کتاب انجمن تاریخ جهانی، چیزی جدید زیر آفتاب
- ۲۰۰۱: جایزه کتاب انجمن جنگل، چیزی جدید زیر آفتاب
- ۲۰۱۰: جایزه وینبی، برای «کمک‌های دانشگاهی و عمومی به بشریت»
- ۲۰۱۰: جایزه AHA Beveridge، امپراتوری پشه
- ۲۰۱۰: جایزه PROSE انجمن ناشران آمریکایی برای تاریخ اروپا و جهان، امپراتوری پشه[۱۲]
- انجمن تاریخ جهانی ۲۰۱۴، جایزه پیشگام در تاریخ جهانی
- ۲۰۱۷: به عضویت آکادمی هنر و علوم آمریکا انتخاب شد
- ۲۰۱۸: جایزه Heineken، آکادمی سلطنتی هنر و علوم هلند
- ۲۰۱۹ انجمن آمریکایی برای تاریخ محیط زیست، جایزه محقق برجسته

## کتابشناسی
- امپراتوری‌های اقیانوس اطلس فرانسه و اسپانیا: لوئیسبورگ و هاوانا، ۱۷۰۰-۱۷۶۳. چپل هیل: UNC Press، ۱۹۸۵،شابک ‎۹۷۸-۰-۸۰۷-۸۶۵۶۷-۵.
- کوه‌های دنیای مدیترانه: تاریخ زیست‌محیطی. نیویورک: انتشارات دانشگاه کمبریج، ۱۹۹۲،شابک ‎۹۷۸-۰-۵۲۱-۵۲۲۸۸-۵.
- چیزی جدید زیر آفتاب: تاریخ زیست‌محیطی جهان قرن بیستم. نیویورک: نورتون، ۲۰۰۰،شابک ‎۹۷۸-۰-۱۴۰-۲۹۵۰۹-۲.
- با ویلیام اچ مک نیل. وب انسانی: نمایی از چشم پرنده از تاریخ جهان. نیویورک: نورتون، ۲۰۰۳،شابک ‎۹۷۸-۰-۳۹۳-۹۲۵۶۸-۵.
- امپراتوری پشه‌ها: اکولوژی و جنگ در کارائیب بزرگ، ۱۶۲۰-۱۹۱۴. نیویورک: انتشارات دانشگاه کمبریج، ۲۰۱۰،شابک ‎۹۷۸-۰-۵۲۱-۴۵۹۱۰-۵.
- با پیتر انگلکه شتاب بزرگ: تاریخ زیست‌محیطی آنتروپوسن از سال ۱۹۴۵. کمبریج: انتشارات دانشگاه هاروارد، ۲۰۱۶،شابک ‎۹۷۸-۰-۶۷۴-۵۴۵۰۳-۸.
- وب‌های بشریت: تاریخ جهانی. نیویورک: WW Norton، ۲۰۲۰ (۲ جلد)شابک ‎۹۷۸-۰-۳۹۳-۴۲۸۷۷-۳